# Henuttauy D
Henuttauy D, Henuttaui D o Henutaui D fue una suma sacerdotisa del Antiguo Egipto, esposa del dios Amón, durante la dinastía XXI.

## Biografía
| W10 · t | N17 · N17 |

| W10 · t | N17 · N17 |

Su padre era Pinedyem II, sumo sacerdote de Amón y su madre Isetemjeb D, cantora de Amón. Ambos padres eran hijos del sumo sacerdote Menjeperra, hermano de Maatkara Mutemhat, la esposa del dios que precedió a Henuttauy.
Henuttauy solo es conocida por unos pocos ushebtis. Son de bulto redondo, llevando una peluca decorada con banda seshed, sin rayas ni ureo, ojos con cejas, y color azul claro con tonalidades turquesas. Algunos llevan la titulación de La divina adoratriz Henuttauy.
Fue sucedida en el cargo de esposa del dios por Karomama Meritmut.